# Gabriel (střela)
☢
Gabriel (hebrejsky: גבריאל v překladu znamená B-h je mocný) je rodina izraelských protilodních střel létajících nízko nad hladinou moře (anglicky: sea-skimming missile). Od 60. let 20. století bylo vyvinuto pět generací těchto střel. První bojové nasazení střel proběhlo roku 1973 v jomkipurské válce. Následně byly střely Gabriel exportovány do řady dalších zemí.

## Vývoj

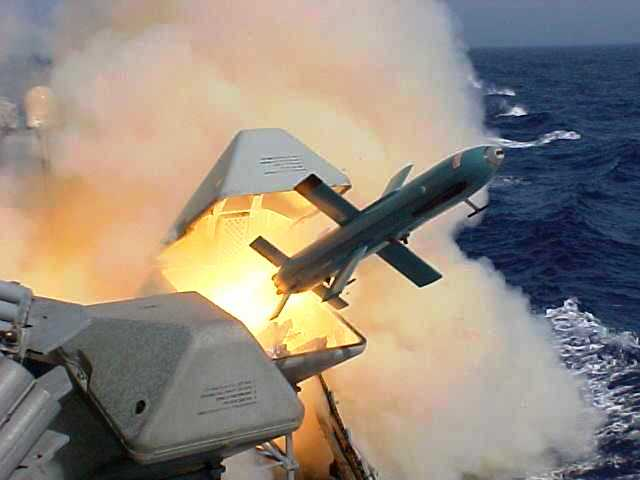
Vypuštění střely Gabriel

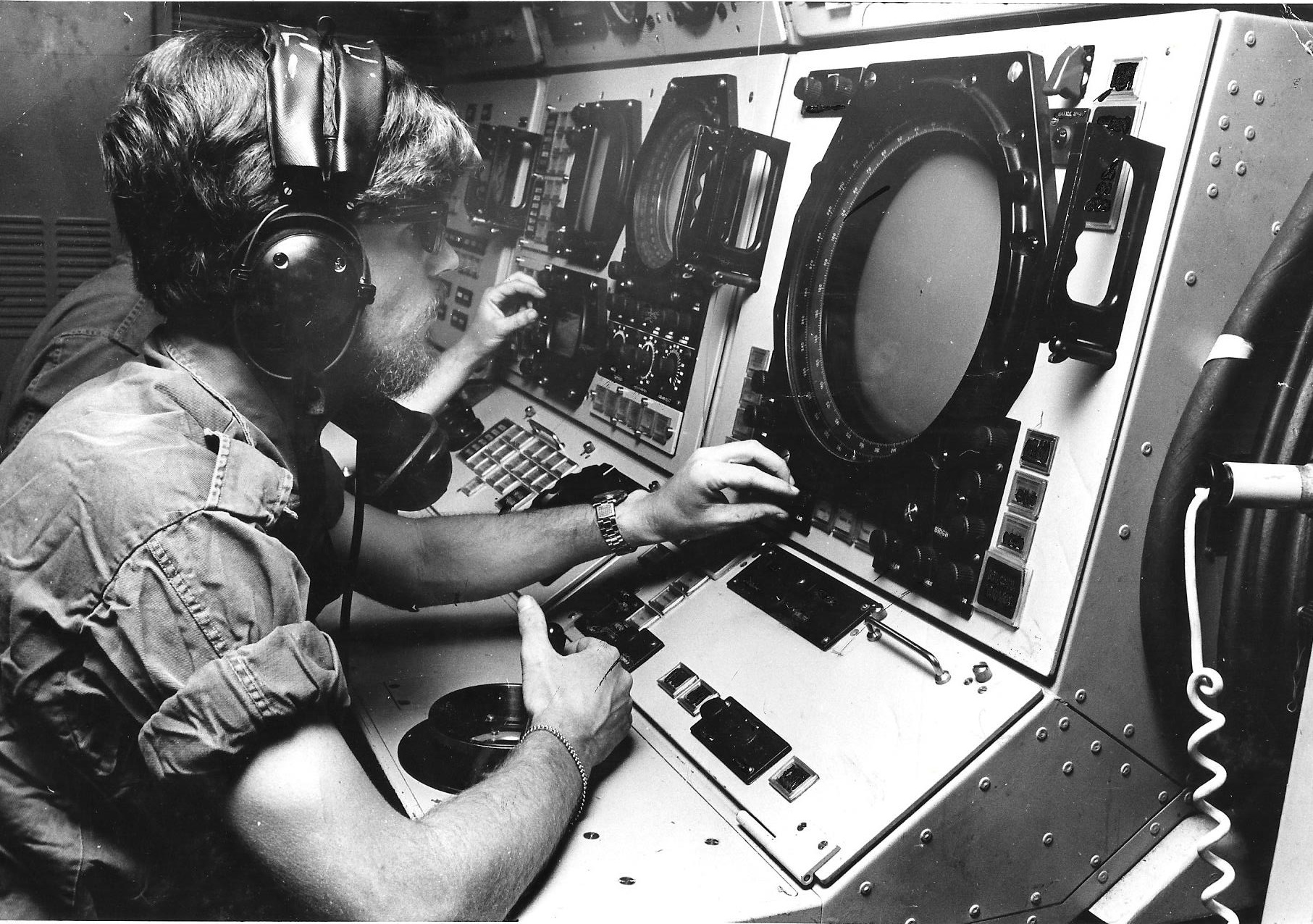
Operátor střel Gabriel

Vývoj střely Gabriel pro izraelské vojenské námořnictvo začal v roce 1962. První model Mk.I byl poprvé nasazen v roce 1973 během jomkipurské války. Jednalo se o střelu s poloaktivním radiolokačním naváděním, která jako první sériově vyráběná protilodní střela implementovala režim sea-skimming. Po zachycení cíle střela sestoupila do letové hladiny 4,5 až 6 metrů nad vodou, což ztěžovalo její odhalení a tím pádem zkracovalo dobu poskytnutou nepříteli na provedení protiopatření. Nesla poměrně velkou bojovou hlavici – z 430 kg celkové hmotnosti střely připadalo na hlavici až 150 kg, přičemž samotná trhavina vážila 70 kg. Jednou z jejich nevýhod ale byla malá zásoba paliva, takže dostřel nepřesahoval 20 kilometrů. To bylo při srovnání se sovětskými střelami P-15 Termit (kód NATO: SS-N-2 Styx), jimiž byly vybaveny egyptské a syrské raketové čluny (také sovětské výroby), málo. Úspěchy střel Gabriel Mk.I během jomkipurské války (viz bitva u Latakie a bitva u Baltimu) je proto třeba připsat nepřipravenosti protivníka a úspěšným vlastním rušícím prostředkům, které umožnili izraelským člunům uniknout nepřátelským střelám a přiblížit ze na dostřel vlastních střel.
Vylepšený Gabriel Mk.2 byl zaveden do výzbroje pravděpodobně v roce 1976. Dolet stoupl na 36 kilometrů, hlavice byla posílena na 522 kg a vylepšeno bylo i navádění. Výška letu nad hladinou ve finální fázi byla snížena na 2,5 až 3,5 metru.
Generace Gabriel III a Gabriel III A/S doznaly výrazných zlepšení. Z letounů vypouštěná střela Gabriel III A/S má dostřel přes 60 kilometrů. Obě verze generace Gabriel III využívají v současnosti široce používaný mód „vystřel a zapomeň“ (anglicky: fire and forget). Z letounů vypouštěné střely Gabriel letí tak nízko, že je pro nepřátelské cíle extrémně těžké střely odhalit a včas jim čelit.
Nová dalekonosná proudová verze střely Gabriel IV má dostřel 200 kilometrů. 
Pátou generaci střely představuje model Gabriel V. První je objednalo finsko (finské označení SSM2020) pro modernizované čluny třídy Hamina a fregaty třídy Pohjanmaa. Na základě této verze jsou nabízeny rovněž další odvozené střely. Společnost Proteus Advanced Systems, joint venture izraelské IAI (Israel Aerospace Industries) a singapurské ST Engineering Land Systems nabízí protilodní střelu Blue Spear. Střela dosahuje vysoké podzvukové rychlosti a při nízkém profilu letu má dosah 290 km. Je schopná operovat za každého počasí a při vysoké úrovni rušení. Během letu využívá satelitní a inerciální navigace, v terminální fázi pak vlastní aktivní radiolokátor. Jejím prvním uživatelem bude Estonské námořnictvo. Derivát střely nabízený britskému námořnictvu nese označení Sea Serpent.
Poslední úspěšný test páté generace střely proběhl 6. února 2025 na neznámém místě ve středozemním moři.
Během testu systém úspěšně provedl detekční a odpalovací procesy, simulující reálné scénáře. Vedoucí oddělení výzkumu a vývoje v IMOD DDR&D BG Yehuda Elmakias uvedl: „Zahájení provozních zkoušek bylo pozoruhodným úspěchem a poskytuje izraelskému námořnictvu větší operační svobodu. Posiluje námořní útočné schopnosti Izraele, což bude pokračovat v rozvoji jeho schopností a udržení námořní převahy, obrany majetku a infrastruktury.“
Vedoucí oddělení zbraní v izraelském námořnictvu, kapitán A. dodal: „Úspěch tohoto testu znamená významný pokrok v ofenzivních schopnostech izraelského námořnictva (delší dostřel), což nám umožňuje optimálně řešit případné námořní hrozby. Vojáci izraelského námořnictva operovali s velkou profesionalitou a přesností. Nová střela kterou jsme testovali a ověřili, je již operačně nasazena a poskytuje tak značnou výhodu našemu námořnictvu na všech bojištích.“
Generální ředitel Israel Aerospace Industries (IAI), Boaz Levy uzavřel: „Izraelský letecký průmysl je hrdý na to, že může být partnerem Ředitelství obranného výzkumu a vývoje a spolu s izraelským námořnictvem při spolupráci na vývoji střely Gabriel 5. Raketa Gabriel 5 doletěla tam, kam bylo určeno a zasáhla svůj cíl přesně podle očekávání. Byla odpálena podle požadavků IAI a úspěšně sledovala svůj cíl, simulující nepřátelské plavidlo. Neustále pracujeme na zlepšování schopností izraelské floty a rozvíjíme naše dlouhodobé dědictví vývoje nejpokročilejších námořních bojových systémů na světě.“

## Uživatelé
- Chile
- Ekvádor
- Eritrea

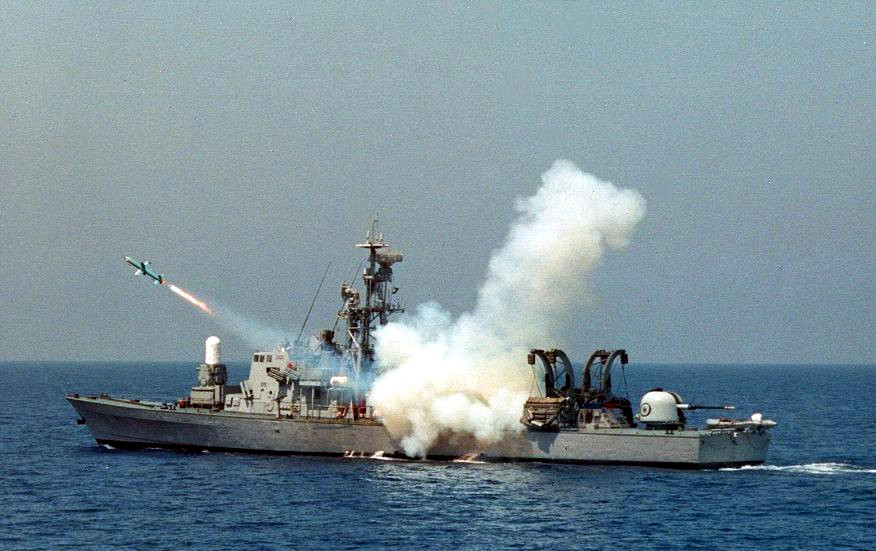
Vypuštění střely Gabriel z izraelského raketového člun třídy Sa'ar 4

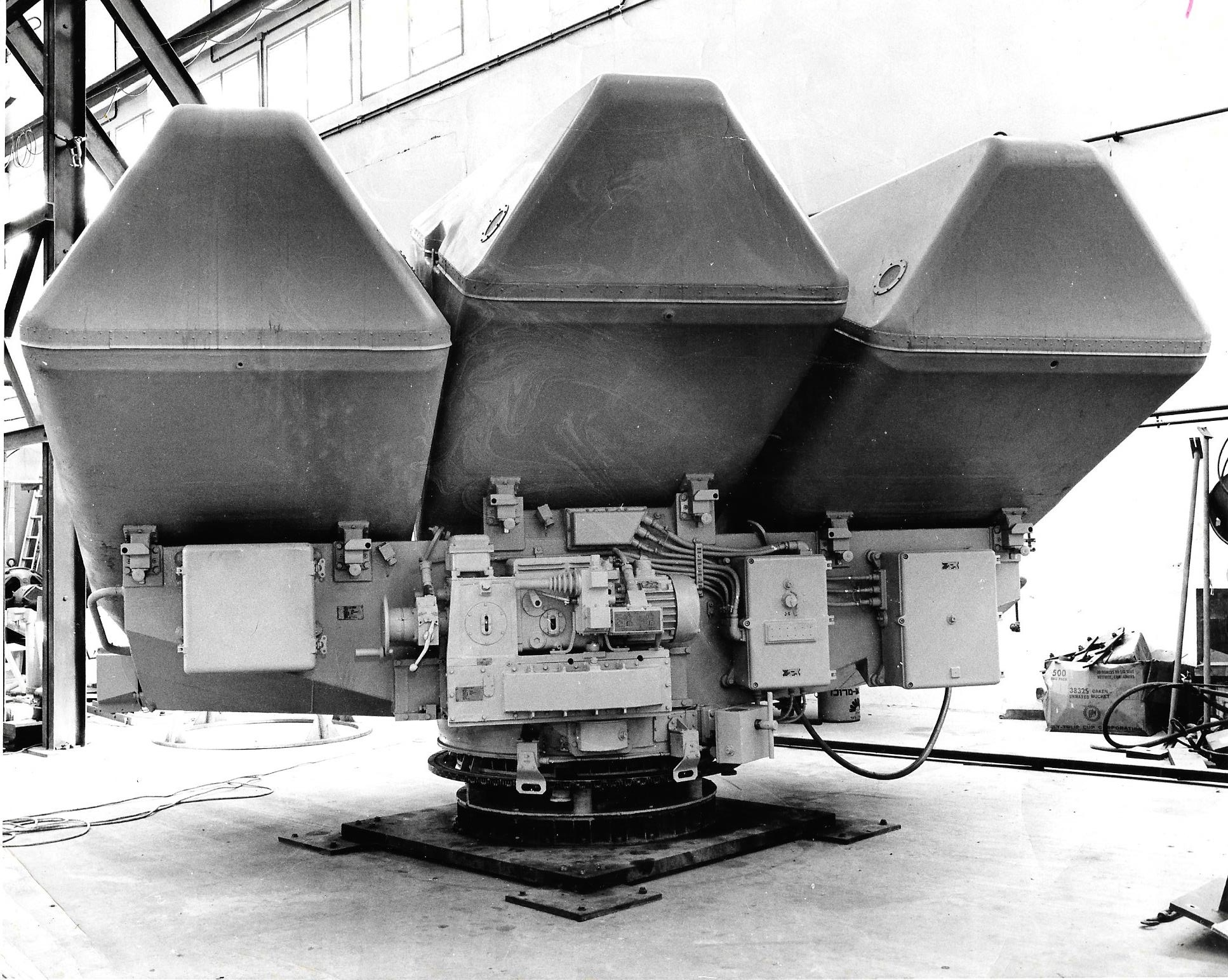
Typické otočné trojité odpalovací zařízení střel Gabriel

- Estonsko – Roku 2021 objednány střely Blue Spear (derivát Gabriel V) pro pobřežní baterie, první dodávky v únoru 2024.
- Finsko – Finské námořnictvo vybralo střely Gabriel V (finské označení SSM2020) jako výzbroj modernizovaných raketových člunů třídy Hamina a perspektivních korvet třídy Pohjanmaa.[6]
- Indie
- Izrael
- Jižní Afrika – Místní označení střel je Škorpion.
- Keňa
- Mexiko
- Srí Lanka
- Thajsko